# Obârșeni (gmina Voinești)
Obârșeni – wieś w Rumunii, w okręgu Vaslui, w gminie Voinești. W 2011 roku liczyła 286 mieszkańców.